# Kdenlive
Kdenlive (KDE Non-Linear Video Editor) は、MLT・KDE・Qt・FFmpegに基づいた、フリーソフトウェアの動画編集ソフトウェアである。Kdenliveの開発は、Jason Woodによって2002年に開始され、現在は小規模な開発チームによって行われている。
このプロジェクトは2002年にJason Wood氏によって開始され、現在は公式のKDEプロジェクトスイートの一部となっている。
Kdenlive 15.04.0以降はKDEプロジェクトの一部であり、開発者チームによってメンテナンスされている。
LinuxやFreeBSD、Microsoft Windows向けのパッケージが利用でき、GNU Public License 3.0に基づいて配布されているが、ソースコードの一部はGPL 2.0以降やGPL 3.0以降などの異なるライセンスの下で利用可能である。

## 概要

### 最小システム要件
- 64bit MicroSoft Windows 10 (バージョン1809以降)
- Apple MacOS 12 (Monterey) Silicon M-シリーズ以降
- 64bit Linux

CPU
x86 Intel or AMD 少なくとも、2GHzコアならSDサイズの動画、４コアならHDサイズの動画、８コアなら4Kサイズの動画に対応できる。
GPU
OpenGL 2.0が正常に動作するか互換性があるもの。MicroSofot WindowsならDirectX 9か11のドライバに対応していること。
RAM
少なくとも4GBならSDサイズの動画、8GBならHDサイズの動画、１6GBなら4Kサイズの動画に対応できる。

## 特徴
KdenliveはMLT・Frei0r・SoX・LADSPAを利用して構築されている。FFmpegとLibavが対応する全てのファイルフォーマットに対応している。画面アスペクト比が4:3または16:9のPAL・NTSCなどのコンポジット映像信号と、HDV・AVCHDなどの様々なハイビジョン規格に対応している。編集した動画はDVへ出力や、チャプターや簡易なメニューを持つDVDとして書き込むことができる。
ソフトウェア開発言語にはC++、グラフィックライブラリにはQt及びKDE Framework 5で記述されている。。

## 機能
- マルチトラック動画編集
- 多数の音声及び動画フォーマットへの対応
- ３点編集
- カスタマイズ可能なグラフィカルユーザーインターフェース
- タイトル編集
- サードパーティーベクターアニメーションとの統合
- 広角での動画及び音声のエフェクト
- マルチカメラ編集
- 動画及び音声に焦点を当てている機能
- 自動保存
- 自動サブタイトル生成
- オンラインリソースへのアクセスがシームレスに可能
- レンダリング時のタイムラインのリアルタイムプレビュー
- キーフレームが利用可能なエフェクト